# Fustanelă

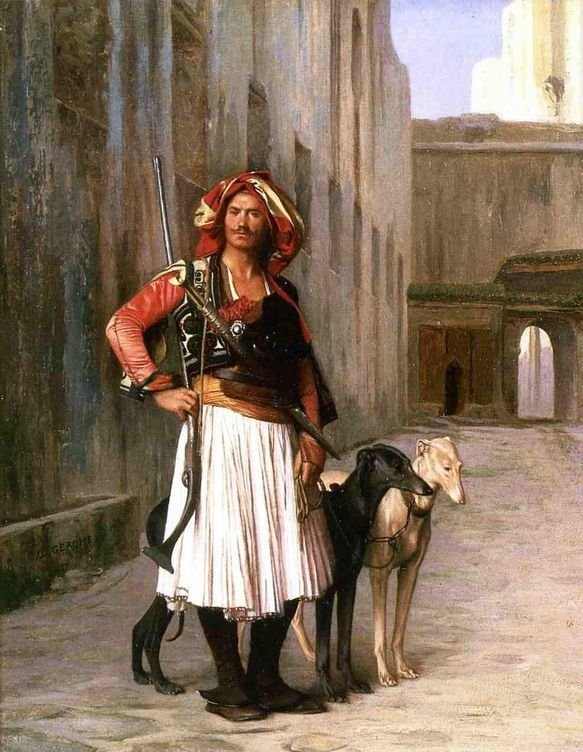
Jean-Léon Gérôme (1824–1904): Fustanela unui emigrant albanez în Cairo

Fustanela este o fustă tradițională pentru bărbați. Fusta plisată este purtată ca costum tipic tradițional în principal în Albania și Grecia și este cunoscută ca o piesă vestimentară în tot sud-estul Europei .

## Etimologie
Cuvântul Fustanella provine din italianul fustagno, care înseamnă „fustă” sau „flanelă de bumbac”. Acest cuvânt a fost împrumutat din latinescul fūstāneum „materie dură”, diminutiv de la fustis. Alte variații ale numelui sunt în albaneză fustani, în greacă foustani, în română fustă și turcă Fistan. Piesa vestimentară se numea în trecut și cămașă albaneză.  

## Istoric

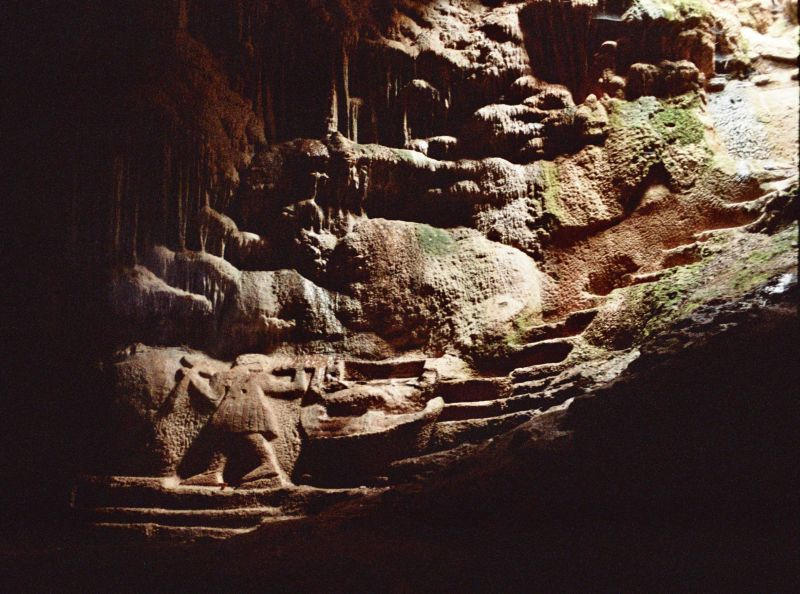
Relieful din peștera Vari din districtul grecesc Ostattika îl arată pe Archedemus din Thera, care a înființat aici un altar rupestru, într-o fustă. În jurul anului 400 î.Hr. Chr.

Îmbrăcămintea în stil Fustanella există în Peninsula Balcanică  încă din secolul al V-lea î.Hr evidențiat de statui. Reprezentările pe pietre funerare găsite în zona Durrës și Vlora de astăzi arată fiecare un bărbat într-o fustă plisată.   Alte sculpturi ilirice au fost găsite și în Maribor. Alți istorici sugerează că fusta bărbaților provine din toga clasică romană.
Costumul tradițional al albanezilor și aromânilor s-a răspândit în timpul revoluției, printre altele prin arvaniți și geamizi de asemenea, în Grecia  și a avut zilele sale de glorie, ca parte a uniformei militare și ca modă contemporană pentru bărbați în secolul al XIX-lea. . 
Conform legendei grecești, cele 400 de pliuri ale fustei tradiționale reprezintă fiecare un an de supunere  otomana.

## Caracteristic
Fustanela este formată dintr-o fustă plisată albă strălucitoare care se întinde de la talie până la genunchi și este ținută împreună printr-o tragere peste șolduri. Spre genunchi se transformă în pliuri largi, care sunt ținute cu mare grijă.
Materialul constă în cea mai mare parte din bumbac sau in, iar la țară materialul era mai grosier.

## Folosire în prezent
Astăzi, fustanela și costumul popular al aromânilor din zona Aminciu (Mețovo/Metsovon)  face încă parte din uniforma soldaților care păzesc Mormântul soldatului necunoscut în fața Parlamentului din Atena și asigură Garda prezidențială (Evzones). Este o recunoaștere a contribuției covârșitoare a macedo-românilor în Lupta pentru independemță a Greciei. 
În plus, fustanela este adesea purtată la sărbători, în ocazii festive sau evenimemte folclorice, în special în Grecia și Albania.

## Imagini

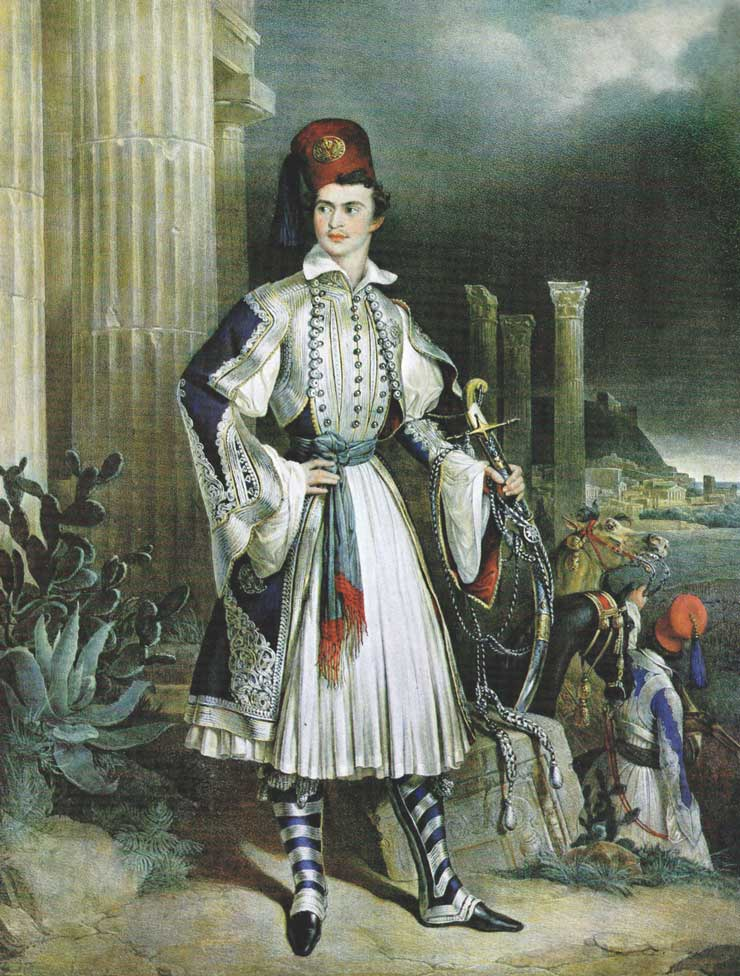
Portretul regelui Otto al Greciei
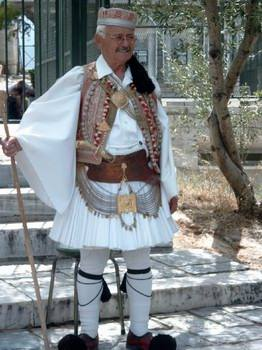
Fustanela unui evzon cu fusta tipică plisată și panglicile de pe ciorapi
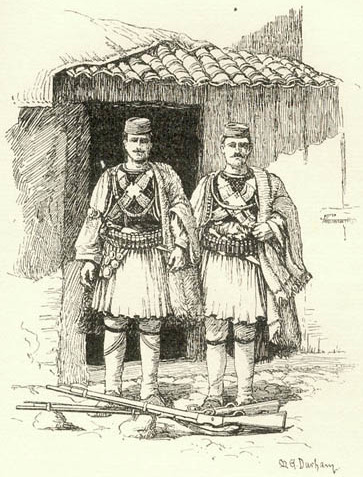
Toski sud-albanezi cu fustanelă, schiță din 1906
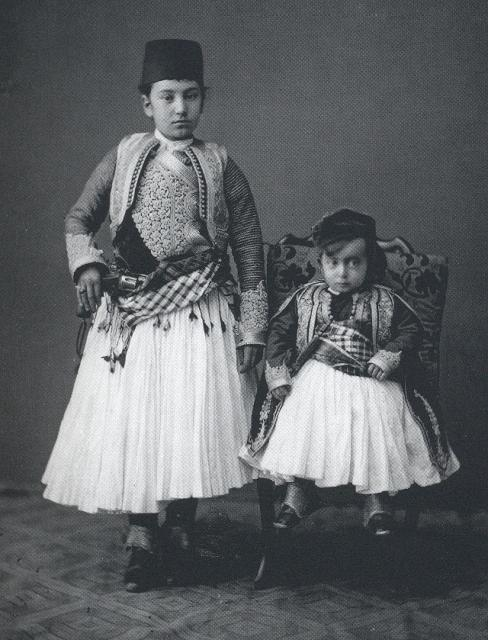
Fotografie de la Scutari / Shkodra în jurul anului 1903
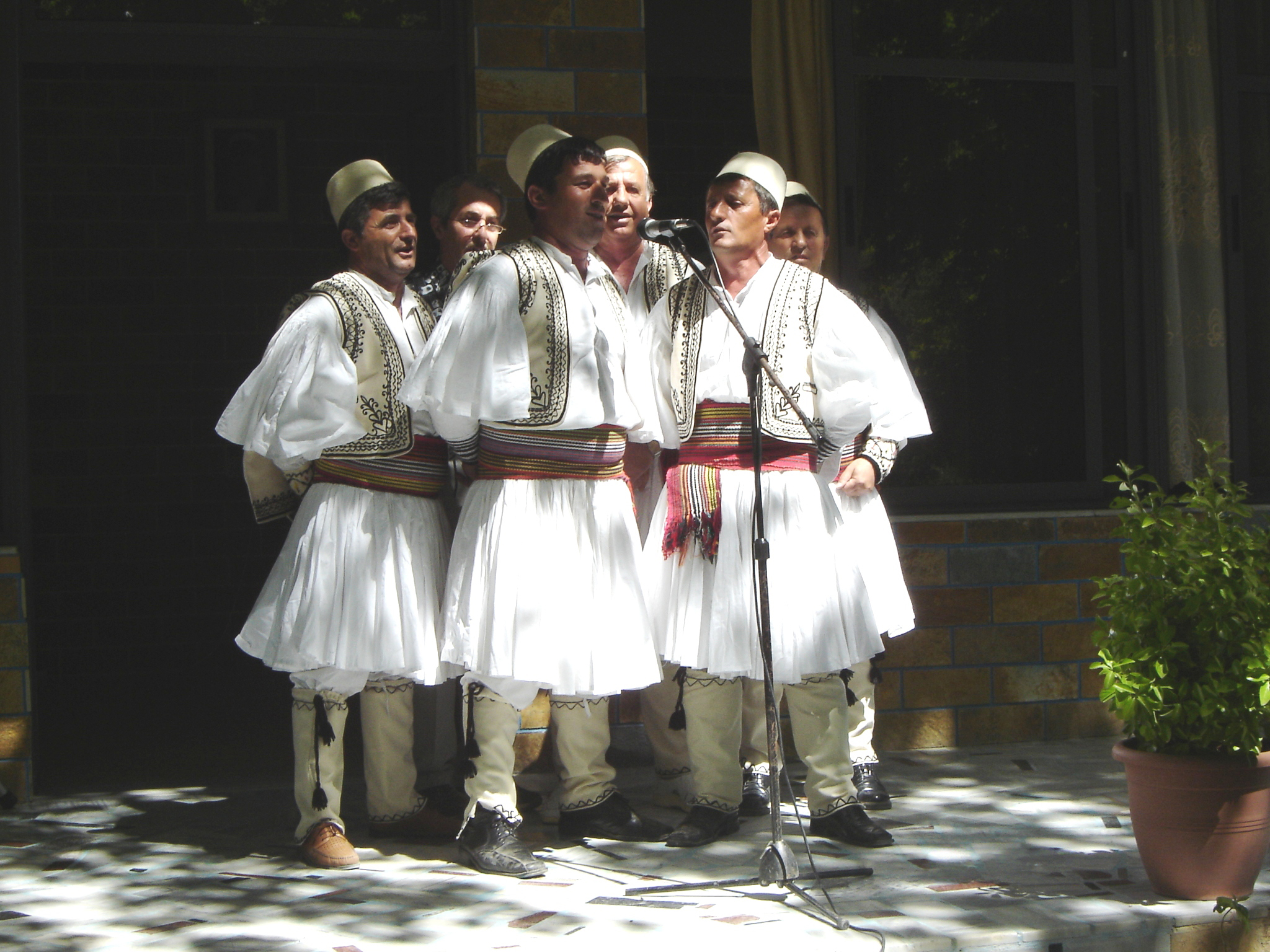
Grup vocal iso-polifonic din Skrapar